# Model de programari de creença-desig-intenció
El model de programari creença-desig-intenció (BDI) és un model de programari desenvolupat per a la programació d'agents intel·ligents. Superficialment caracteritzat per la implementació de les creences, desitjos i intencions d'un agent, en realitat utilitza aquests conceptes per resoldre un problema concret en la programació d'agents. En essència, proporciona un mecanisme per separar l'activitat de seleccionar un pla (d'una biblioteca de plans o d'una aplicació de planificació externa) de l'execució dels plans actius actualment. En conseqüència, els agents de BDI poden equilibrar el temps dedicat a deliberar sobre plans (escollir què fer) i executar aquests plans (fer-ho). Una tercera activitat, la creació dels plans en primer lloc (planificació), no està dins de l'abast del model i es deixa al dissenyador i programador del sistema.

## Visió general
Per aconseguir aquesta separació, el model de programari BDI implementa els aspectes principals de la teoria del raonament pràctic humà de Michael Bratman (també anomenada Creença-Desig-Intenció o BDI). És a dir, implementa les nocions de creença, desig i (en particular) intenció, d'una manera inspirada en Bratman.
Per a Bratman, el desig i la intenció són pro-actituds (actituds mentals relacionades amb l'acció). Identifica el compromís com el factor distintiu entre el desig i la intenció, i assenyala que aquest condueix a (1) la persistència temporal dels plans i (2) la realització de plans addicionals sobre la base d'aquells amb els quals ja s'ha compromès. El model de programari BDI aborda parcialment aquests problemes. La persistència temporal, en el sentit de referència explícita al temps, no s'explora. La naturalesa jeràrquica dels plans s'implementa més fàcilment: un pla consta de diversos passos, alguns dels quals poden invocar altres plans. La definició jeràrquica dels plans implica una mena de persistència temporal, ja que el pla general roman en vigor mentre s'executen els plans subsidiaris.
Un aspecte important del model de programari BDI (pel que fa a la seva rellevància per a la recerca) és l'existència de models lògics a través dels quals és possible definir i raonar sobre els agents BDI. La recerca en aquesta àrea ha conduït, per exemple, a l'axiomatització d'algunes implementacions de BDI, així com a descripcions lògiques formals com ara el BDICTL d'Anand Rao i Michael Georgeff. Aquesta última combina una lògica multimodal (amb modalitats que representen creences, desitjos i intencions) amb la lògica temporal CTL*. Més recentment, Michael Wooldridge ha ampliat BDICTL per definir LORA (la lògica dels agents racionals), incorporant una lògica d'acció. En principi, LORA permet el raonament no només sobre agents individuals, sinó també sobre la comunicació i altres interaccions en un sistema multiagent.
El model de programari BDI està estretament associat amb els agents intel·ligents, però no garanteix per si sol totes les característiques associades a aquests agents. Per exemple, permet que els agents tinguin creences privades, però no els obliga a ser-ho. Tampoc té res a dir sobre la comunicació entre agents. En definitiva, el model de programari BDI és un intent de resoldre un problema que té més a veure amb els plans i la planificació (l'elecció i l'execució d'aquests) que amb la programació d'agents intel·ligents. Aquest plantejament ha estat proposat recentment per Steven Umbrello i Roman Yampolskiy com a mitjà per dissenyar vehicles autònoms per als valors humans.

## Agents BDI
Un agent BDI és un tipus particular d'agent de programari racional limitat, imbuït d' actituds mentals particulars, és a dir: creences, desitjos i intencions (BDI).

### Arquitectura
Aquesta secció defineix els components arquitectònics idealitzats d'un sistema BDI.
- Creences : Les creences representen l'estat informatiu de l'agent: les seves creences sobre el món (inclosos ell mateix i altres agents). Les creences també poden incloure regles d'inferència, permetent que l'encadenament continu condueixi a noves creences. L'ús del terme creença en lloc de coneixement reconeix que allò que un agent creu pot no ser necessàriament cert (i, de fet, pot canviar en el futur).
  - Conjunt de creences : Les creences s'emmagatzemen en una base de dades (de vegades anomenada base de creences o conjunt de creences ), tot i que això és una decisió d'implementació.
- Desitjos : Els desitjos representen l'estat motivacional de l'agent. Representen objectius o situacions que l'agent voldria aconseguir o provocar. Exemples de desitjos podrien ser: trobar el millor preu, anar a la festa o fer-se ric.
  - Objectius : Un objectiu és un desig que l'agent ha adoptat per a la seva persecució activa. L'ús del terme objectius afegeix la restricció addicional que el conjunt de desitjos actius ha de ser coherent. Per exemple, no s'haurien de tenir objectius concurrents com anar a una festa i quedar-se a casa, tot i que tots dos podrien ser desitjables.
- Intencions : Les intencions representen l'estat deliberatiu de l'agent, és a dir, allò que l'agent ha triat fer. Les intencions són desitjos amb els quals l'agent s'ha compromès fins a cert punt. En sistemes implementats, això significa que l'agent ha començat a executar un pla.
  - Plans : Els plans són seqüències d'accions (receptes o àrees de coneixement) que un agent pot dur a terme per aconseguir una o més de les seves intencions. Els plans poden incloure altres plans: el meu pla per anar a fer una volta en cotxe pot incloure un pla per trobar les claus del cotxe. Això reflecteix que en el model de Bratman, els plans inicialment només es conceben parcialment, i els detalls es completen a mesura que progressen.
- Esdeveniments : són desencadenants de l'activitat reactiva de l'agent. Un esdeveniment pot actualitzar creences, desencadenar plans o modificar objectius. Els esdeveniments poden ser generats externament i rebuts per sensors o sistemes integrats. A més, es poden generar esdeveniments internament per desencadenar actualitzacions o plans d'activitat desacoblats.

La BDI també es va ampliar amb un component d'obligacions, donant lloc a l'arquitectura d'agents BOID per incorporar obligacions, normes i compromisos dels agents que actuen dins d'un entorn social.